# Вівсянка
Вівся́нка (Emberiza) — рід птахів ряду горобцеподібних. Довжиною 12,5-18 см. Існує 44 види в Євразії й Африці, багато з них живляться комахами. Мають яскраве забарвлення. У фауні України нараховується 13 видів

## Види
Існує 44 види вівсянок:
- Вівсянка чубата (Emberiza lathami)
- Латухія (Emberiza siemsseni)
- Просянка (Emberiza calandra)
- Вівсянка звичайна (Emberiza citrinella)
- Вівсянка білоголова (Emberiza leucocephala)
- Вівсянка гірська (Emberiza cia)
- Вівсянка східна (Emberiza godlewskii)
- Вівсянка чорновуса (Emberiza cioides)
- Вівсянка сріблистоголова (Emberiza stewarti)
- Вівсянка манджурська (Emberiza jankowskii)
- Вівсянка скельна (Emberiza buchanani)
- Вівсянка сіра (Emberiza cineracea)
- Вівсянка садова (Emberiza hortulana)
- Вівсянка сивоголова (Emberiza caesia)
- Вівсянка городня (Emberiza cirlus)
- Вівсянка строкатоголова (Emberiza striolata)
- Вівсянка сахарська (Emberiza sahari)
- Вівсянка бліда (Emberiza impetuani)
- Вівсянка каштанова (Emberiza tahapisi)
- Вівсянка сірогорла (Emberiza goslingi)
- Вівсянка сокотрійська (Emberiza socotrana)
- Вівсянка капська (Emberiza capensis)
- Вівсянка малавійська (Emberiza vincenti)
- Вівсянка тайгова (Emberiza tristrami)
- Вівсянка сіроголова (Emberiza fucata)
- Вівсянка-крихітка (Emberiza pusilla)
- Вівсянка жовтоброва (Emberiza chrysophrys)
- Вівсянка-ремез (Emberiza rustica)
- Вівсянка жовтогорла (Emberiza elegans)
- Вівсянка лучна (Emberiza aureola)
- Вівсянка сомалійська (Emberiza poliopleura)
- Вівсянка жовточерева (Emberiza flaviventris)
- Вівсянка бурогуза (Emberiza affinis)
- Вівсянка білоброва (Emberiza cabanisi)
- Вівсянка руда (Emberiza rutila)
- Вівсянка тибетська (Emberiza koslowi)
- Вівсянка чорноголова (Emberiza melanocephala)
- Вівсянка рудоголова (Emberiza bruniceps)
- Вівсянка японська (Emberiza sulphurata)
- Вівсянка сибірська (Emberiza spodocephala)
- Вівсянка сиза (Emberiza variabilis)
- Вівсянка полярна (Emberiza pallasi)
- Вівсянка рудошия (Emberiza yessoensis)
- Вівсянка очеретяна (Emberiza schoeniclus)
- Emberiza alcoveri (вимерла у доісторичний час)[3]